# Anaciaeschna megalopis
Anaciaeschna megalopis är en trollsländeart som beskrevs av Martin 1908. Anaciaeschna megalopis ingår i släktet Anaciaeschna och familjen mosaiktrollsländor. Inga underarter finns listade i Catalogue of Life.